# Łucka (Lubartów)
Łucka – część miasta Lubartowa w województwie lubelskim, w powiecie lubartowskim. Leży na południe od centrum miasta, w rejonie ulicy Hutniczej. Od południowego wschodu graniczy ze wsią Łucka.
Znajduje się tu  kościół Matki Bożej Nieustającej Pomocy.